# Karl Pfefferle
Karl Pfefferle (* 29. März 1918 in Münstertal/Schwarzwald; † 24. Oktober 2009 ebenda) war ein deutscher Bienenzüchter und Autor.
Mit 16 Jahren übernahm er nach dem Tod seines Großvaters dessen Großimkerei mit über 100 Bienenvölkern. Er gilt als Pionier der Magazinimkerei. Sein Werk Unser Imkern mit dem Magazin erhielt 1979 und 1983 Goldmedaillen bei der Apimondia. Pfefferle war Hauptinitiator und Motor des Bienenkundemuseums Münstertal.
1981 erhielt Pfefferle die Ehrung als Ehrenimkermeister des Deutschen Imkerbundes. 1987 wurde er als bisher einziger deutscher Praktiker Ehrenmitglied der Weltorganisation APIMONDIA. 2002 wurde er zum Ehrenmitglied des Deutschen Berufs- und Erwerbsimkerbundes ernannt. 1979 erhielt er das Bundesverdienstkreuz am Bande, 1986 die Staatsmedaille für Land- und Forstwirtschaft und 1995 die Ehrenbürgerwürde seiner Heimatgemeinde Münstertal.